# 아산온천로
아산온천로(Asanoncheon-ro)는 충청남도 아산시 음봉면 아산온천교차로에서 충청남도 아산시 음봉면 음봉교차로를 잇는 도로이다.

## 주요 경유지
충청남도
- 아산시 (영인면 . 음봉면)

## 노선
| 이름            | 접속 노선                     | 소재지        | 소재지        | 비고          |
| 영인로와 직결   | 영인로와 직결                 | 영인로와 직결 | 영인로와 직결 | 영인로와 직결 |
| --------------- | ----------------------------- | ------------- | ------------- | ------------- |
| 아산온천 교차로 | 국도 제39호선 (아산로) 고균길 | 아산시        | 영인면        |               |
| 아산리삼거리    | 아산온천3길                   | 아산시        | 영인면        |               |
| 음봉삼거리      | 고봉산로                      | 아산시        | 음봉면        |               |
| 음봉사거리      | 음봉면로                      | 아산시        | 음봉면        |               |
| 음봉 교차로     | 국도 제45호선 (충무로)        | 아산시        | 음봉면        |               |
| 음봉로와 직결   |                               |               |               |               |

## 주요 건물 및 시설
- 영인면전담의용소방대 (아산온천로 9/아산리 126-4)
- 이마트24 아산스파비스점 (아산온천로 228/신수리 291-1)
- GS25 온천스파점 (아산온천로 236/신수리 291-3)
- HD현대오일뱅크 미라클주유소 (아산온천로 240/신수리 291-4)